# Works Progress Administration

Cartaz da WPA

A Works Progress Administration (WPA; renomeada em 1939 como Work Projects Administration) foi a maior e mais ambiciosa agência americana criada no New Deal, empregando milhões de pessoas (na maioria homens não qualificados) para realizar projetos de obras públicas, incluindo a construção de edifícios públicos e estradas. Em um projeto muito menor, o Federal Project Number One, a WPA empregou músicos, artistas, escritores, atores e diretores em grandes projetos de artes, teatro, mídia e alfabetização.
Quase todas as comunidades nos Estados Unidos tiveram um novo parque, ponte ou escola construída pela agência. O orçamento inicial da WPA em 1935, foi de US$ 4,9 bilhões (cerca de 6,7 por cento do PIB de 1935).
Dirigida por Harry Hopkins, a WPA forneceu emprego e renda para os desempregados durante a Grande Depressão nos Estados Unidos. Em seu ápice, em 1938, ofereceu empregos remunerados para três milhões de desempregados, homens e mulheres, bem como para jovens em uma divisão distinta, a National Youth Administration. Entre 1935 e 1943, quando o órgão foi dissolvido, a WPA empregou 8,5 milhões de pessoas. A maioria das pessoas que precisavam de um trabalho foram elegíveis para trabalhar em alguma capacidade. Os vencimentos horários foram definidos, normalmente, com base nos salários vigentes em cada área.:70 Pleno emprego, alcançado em 1942 e tornado como meta nacional de longo prazo por volta de 1944, não era o objetivo da WPA; em vez disso, ela tentou fornecer um trabalho remunerado para todas as famílias em que o arrimo de família sofreu desemprego de longa duração.:64, 184
"O objetivo declarado dos programas de obras públicas era o de acabar com a depressão, ou, pelo menos, aliviar os seus piores efeitos," afirmou o sociólogo Robert D. Leighninger. "Milhões de pessoas precisavam de renda de subsistência. O auxílio-trabalho era preferível à assistência pública (esmola), pois ele mantinha a autoestima, reforçava a ética de trabalho e mantinha as habilidades afiadas.":228
A WPA foi um programa nacional que operava seus próprios projetos em cooperação com governos estaduais e locais, que arcavam com 10% a 30% dos custos. Normalmente, o promotor local oferecia o terreno e, muitas vezes, caminhões e suprimentos, com a WPA responsável pelos salários (e pelos salários de supervisores, que não precisavam de auxílio). A WPA, por vezes, assumiu programas de auxílio estaduais e locais originados nos programas Reconstruction Finance Corporation (RFC) ou Federal Emergency Relief Administration (FERA).:63
A agência foi extinta em 30 de junho de 1943, como resultado da baixa taxa de desemprego, devido à escassez de trabalhadores da Segunda Guerra Mundial. A WPA forneceu postos de trabalho para milhões de trabalhadores por oito anos.:71

## Estabelecimento
Uma resolução conjunta apresentada em 21 de janeiro de 1935, a Emergency Relief Appropriation Act of 1935 foi aprovada pelo Congresso dos Estados Unidos e tornada lei pelo Presidente Franklin D. Roosevelt, em 8 de abril de 1935. Em 6 de maio de 1935, FDR emitiu a Ordem Executiva 7034, que instituiu a Works Progress Administration. O WPA substituiu o trabalho da Federal Emergency Relief Administration, que foi dissolvida. Assistência direta permanente foi substituída por um por um programa nacional de auxílio-trabalho, um grande programa de obras públicas dirigido pela WPA.

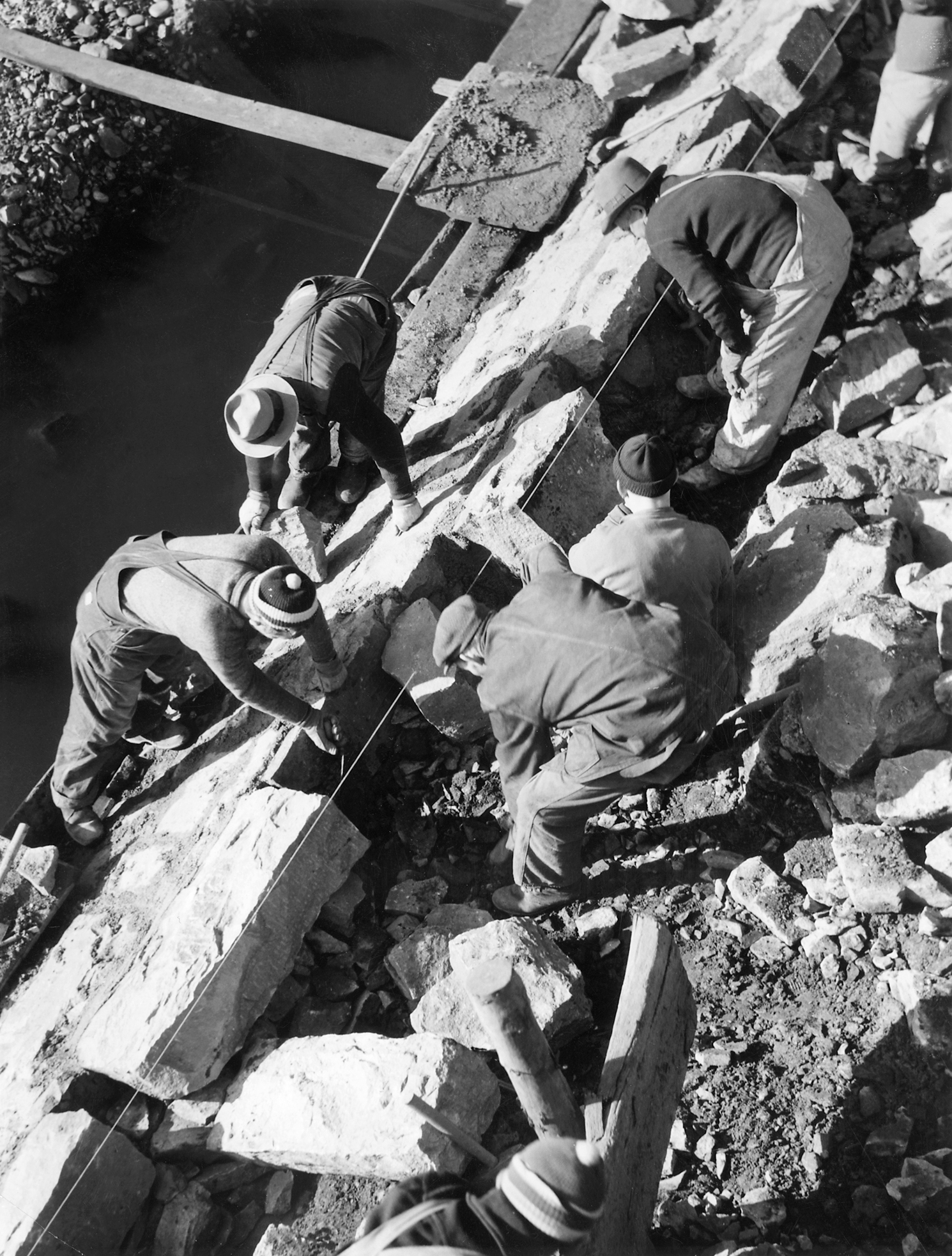
Obras de construção de estradas financiadas pela WPA.

A WPA foi em grande parte moldada por Harry Hopkins, supervisor da Federal Emergency Relief Administration e assessor próximo de Roosevelt. Tanto Roosevelt e Hopkins acreditavam que o caminho para a recuperação econômica e a menor importância dos subsídios de desemprego estariam em programas de emprego, tais como o WPA.:56–57 Hallie Flanagan, diretor nacional do Federal Theatre Project, escreveu que, "pela primeira vez nas experiências de assistência deste país a preservação da habilidade do trabalhador, e, portanto, a preservação de sua auto-estima, tornou-se importante".:17
A WPA foi organizada nas seguintes divisões:
- A Divisão de Engenharia e Construção, que planejou e supervisionou a construção de projetos, incluindo aeroportos, barragens, estradas e sistemas de saneamento.[12]
- A Divisão de Profissionais e Projetos de Serviços (chamada de Divisão de Projetos Profissionais e de Mulheres em 1937), que foi responsável pelos projetos de colarinho-branco, incluindo programas de educação, recreação e arte. Ela mais tarde foi chamada de Divisão de Programas de Serviço Comunitário e  Divisão de Serviço.[13]
- A Divisão de Finanças.[14]
- A Divisão de Informação.[15]
- A Divisão de Investigação, que se seguiu a uma  divisão equivalente da FERA e investigou fraudes,  apropriação indébita de fundos e deslealdade.[16]
- A Divisão de Estatísticas, também conhecida como  Divisão de Investigação Social.[17]
- A Divisão de Controle de Projetos, que processava a inscrição de projetos.[18]
- Outras divisões, incluindo Emprego, Gestão, Segurança, Alimentação, Formação e Reemprego.[19]

## Emprego
Esses homens e mulheres comuns provaram ser extraordinários além de todas as expectativas. Eram fios de ouro tecidos no tecido nacional. Nisto, envergonharam a filosofia política que desvalorizou o seu valor e premiaram aquele que neles depositou a sua fé, cumprindo assim a visão fundadora de um governo de e para o seu povo. Todo o seu povo.— Nick Taylor, American-Made: The Enduring Legacy of the WPA:530
O objetivo da WPA era o empregar a maioria das pessoas desempregadas em projetos de assistência até que a economia se recuperasse. Harry Hopkins testificou ao Congresso em janeiro de 1935 por que ele defina o número de 3,5 milhões, usando dados da Federal Emergency Relief Administration. Estimando-se os custos a US$ 1 200 por trabalhador, por ano (US$ 21,4 mil em valores atuais), ele pediu e recebeu US$ 4 bilhões (71,4 bilhões de dólares em valores atuais). Muitas  mulheres foram empregadas, mas eram poucas em comparação aos homens.
Em 1935 havia 20 milhões de pessoas vivendo de auxílio nos Estados Unidos. Dessas, 8,3 milhões eram crianças com menos de 16 anos de idade; 3,8 milhões eram pessoas com idade entre 16 e 65 anos que não estavam trabalhando ou procurando trabalho. Estas incluíam donas de casa, estudantes na escola, e pessoas incapacitadas. Outras 750 000 eram pessoa de 65 anos de idade ou mais.:562 Assim, do total de 20 milhões de pessoas, recebendo auxílio, 13 milhões não eram consideradas elegíveis para o emprego. Isso deixava um total de 7 milhões, de pessoas presumivelmente empregáveis com idades entre 16 e 65 anos, inclusive. Destas, no entanto, 1,65 milhões eram operadores agrícolas ou pessoas que tinham algum emprego sem auxílio, enquanto outras 350 000 eram, apesar do fato de que já estarem empregadas ou à procura de trabalho, consideradas incapacitadas. Deduzindo estes 2 milhões do total de 7,15 milhões, restaram 5,15 milhões de pessoas com idade entre 16 a 65 anos, desempregadas, à procura de trabalho, e capazes de trabalhar.:562

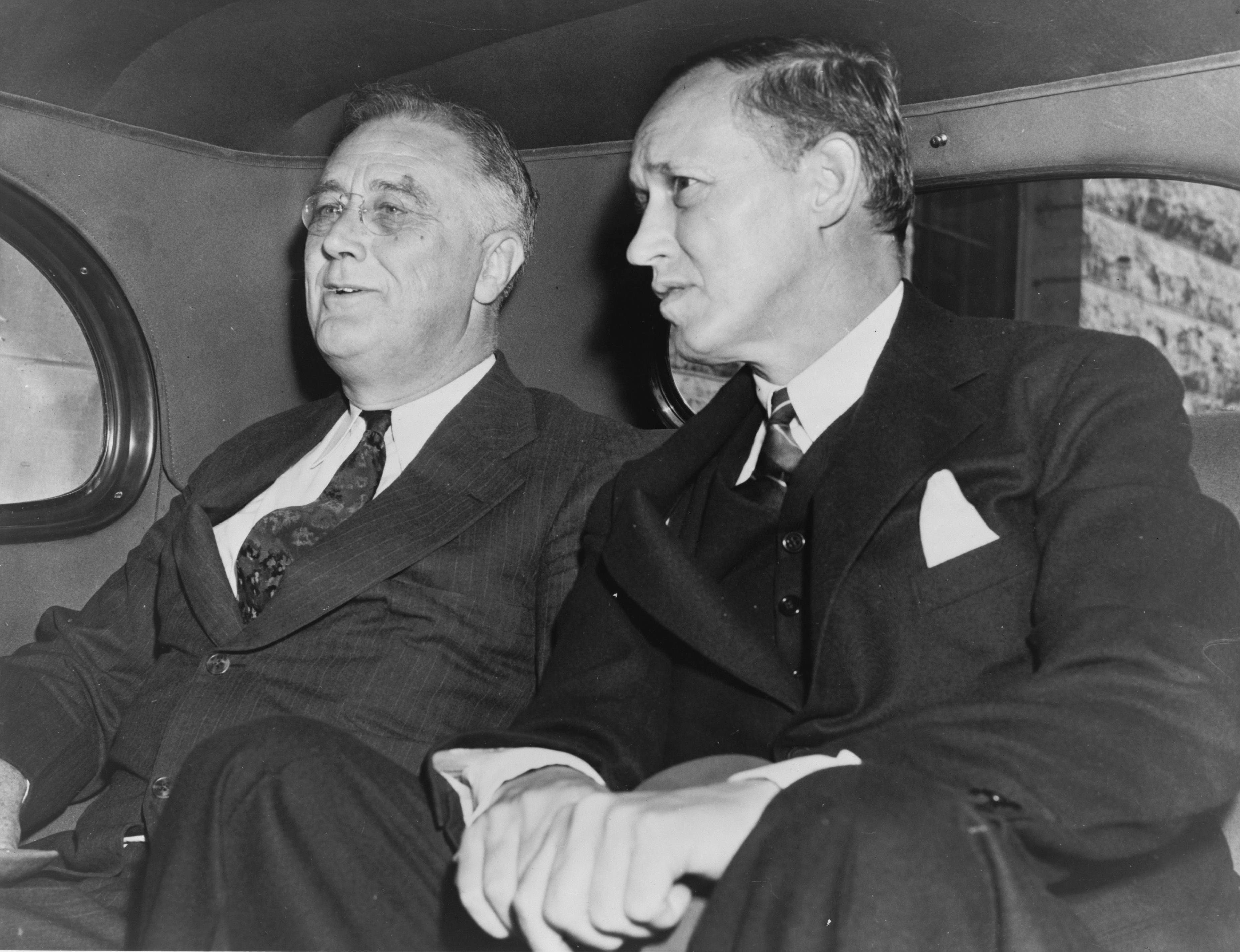
FDR e Hopkins (setembro de 1938)

Por causa da suposição de que apenas um trabalhador por família seria permitido trabalhar sob o programa proposto, este total de 5,15 milhões foi reduzido a 1,6 milhões—o número estimado de trabalhadores que eram membros de famílias com duas ou mais pessoas capazes. Assim, restou um total líquido de 3,55 milhões de trabalhadores em muitas residências, para os quais os trabalhos estavam a ser fornecidos.:562
A WPA atingiu o seu pico de emprego de 3 334 594 pessoas, em novembro de 1938.:547 Para ser elegível para trabalhar pela WPA, um indivíduo tinha de ser cidadão norte-americano com mais de 18 anos, apto, desempregado, e certificado como em necessidade por uma agência pública de socorro local aprovada pela WPA. A Divisão de Emprego da WPA selecionava a colocação do trabalhador para para seus projetos com base em sua experiência anterior ou formação. O salário do trabalhador era baseado em três fatores: a região do país, o grau de urbanização, e a habilidade do indivíduo. Ele variava de US$ 19 por mês a US$ 94 por mês, com a média salarial sendo cerca de US$ 52,50 — US$ 913,00 em valores atuais. O objetivo era pagar o salário local predominante, mas limitando as horas de trabalho a 8 horas diárias ou 40 horas semanais; o mínimo estabelecido, sendo 30 horas por semana ou 120 horas por mês.:213

## Projetos
Os projetos da WPA foram administrados pela Divisão de Engenharia e Construção e pela Divisão de Projetos Profissionais e de Serviços. A maioria dos projetos foi iniciada, planejada e patrocinada por estados, condados ou cidades. Projetos  de âmbito nacional foram patrocinados até 1939.
A WPA construiu infraestruturas tradicionais do New Deal,tais como estradas, pontes, escolas, tribunais, hospitais, calçadas, obras hidráulicas e agências dos correios, mas também construiu museus, piscinas, parques, centros comunitários, parques infantis, coliseus, mercados, feiras, campos de tênis, jardins zoológicos, jardins botânicos, auditórios, orlas marítimas, prefeituras, academias de ginástica, e organizações universitárias. A maioria destes projetos ainda estão em uso hoje.:226 A quantidade de projetos de infraestrutura da WPA incluiu cerca de 40 000 prédios novos  e 85 000 prédios reformados. Estes novos edifícios incluíram 5 900 novas escolas; 9 300 novos auditórios, ginásios esportivos, e prédios recreativos; 1 000 novas bibliotecas;  7 000 novos dormitórios e 900 novos arsenais. Além disso, os projetos de infraestrutura incluíram 2,302 estádios, bancadas e arquibancadas; 52 recintos de feiras e arenas de rodeio; 1,686 parques cobrindo 75 152 hectares; 3 185 playgrounds; 3 026 campos esportivos; 805 piscinas; 1,817 quadras de handebol; 10 070 quadras de tênis; 2 261 poços de ferradura; 1 101 rinques de patinação no gelo; 138 teatros ao ar livre; 254 campos de golfe; e 65 rampas de esqui.:227 O total de gastos em projetos da WPA em junho de 1941, totalizou aproximadamente US$ 11,4 bilhões—o equivalente a US$ 190 bilhões hoje. Mais de US$ 4 bilhões foram gastos em projetos de rodovias estadas e ruas; mais de US$ 1 bilhão em prédios públicos, incluindo o icônico Dock Street Theatre na cidade de Charleston, o Observatório Griffith, em Los Angeles, e Timberline Lodge, na Floresta Nacional Mount Hood, no Oregon.:252–253